# Педро Ліра

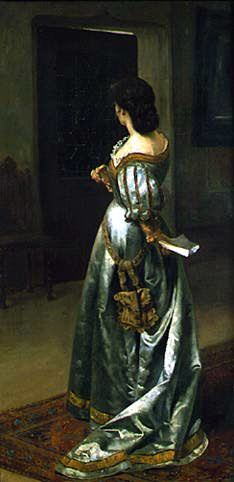
«Любовний лист», Національний музей витончених мистецтв Чилі

Педро Ліра (ісп. Pedro Francisco Lira Rencoret; 17 травня 1845, Сантьяго — 20 квітня 1912, Сантьяго) — чилійський художник і мистецтвознавець, письменник. Засновник Спілки художників Чилі.

## Біографія
Педро Ліра народився в заможній родині відомого юриста і політика Хосе Сантоса Ліри Кальво, що дозволило йому отримати дуже хорошу освіту. Він навчався в Національному інституті Сантьяго і у 16 років вступив до Академії живопису, якої на той час керував італієць Алехандро Сікареллі. На додаток до вивчення живопису Ліра також здобув ступінь у галузі права у Національному університеті. Після завершення юридичної освіти серйозно взявся за живопис, віддаючи їй весь свій час. У 1865 році Ліра почав навчання у Антоніо Сміта, художника-пейзажиста, який покинув Академію живопису через розбіжності з керівництвом з приводу класичного навчання. Під впливом Сміта Ліра став працювати в стилі романтичного історичного живопису.
Педро Ліра був серед тих молодих чилійських художників, на чиї талановиті роботи звернули увагу під час проведення Національної виставки 1872 року. У 1873 році вирушив до Парижа разом з дружиною Еленою Оррего Луко і її братом Альберто Оррего Луко. Ліра жив в Парижі до 1884 роки, продовжуючи академічну художню освіту і створюючи картини на історичні і міфологічні теми.
Після повернення в Чилі в 1884 році Педро Ліра разом зі скульптором Хосе Мігелем Бланко заснував Спілку художників, організував першу «чилійську» художню виставку і стає відомий як критик. Працюючи в Спілці художників Чилі, Ліра заручився підтримкою уряду і пожертвував частину свого статку, щоб відкрити постійний будинок салону для виставок (у даний час — Музей образотворчих мистецтв) в Кинта-Нормаль, якій він сам і спроєктував. Працював редактором газети «Салон» («El Salon»), а також в Комісії з красних мистецтв, був спонсором щорічного салону в Сантьяго. Крім того, переклав з іноземних мов багато робот з історії мистецтв і сам писав книги і статті на цю тематику. У 1892 році був призначений директором Школи красних мистецтв (колишня Академія живопису) і займав цю посаду до самої смерті.

## Найбільш відомі роботи художника
- «Ріо-Кларо» (1872)
- «Зачарований Прометей» (1883)
- «Дитинство Джотто» (1900)

## Книги
- «Образотворче мистецтво в Чилі» (1865)
- «Біографічний словник художників» (1902)[3]

## Картини художника

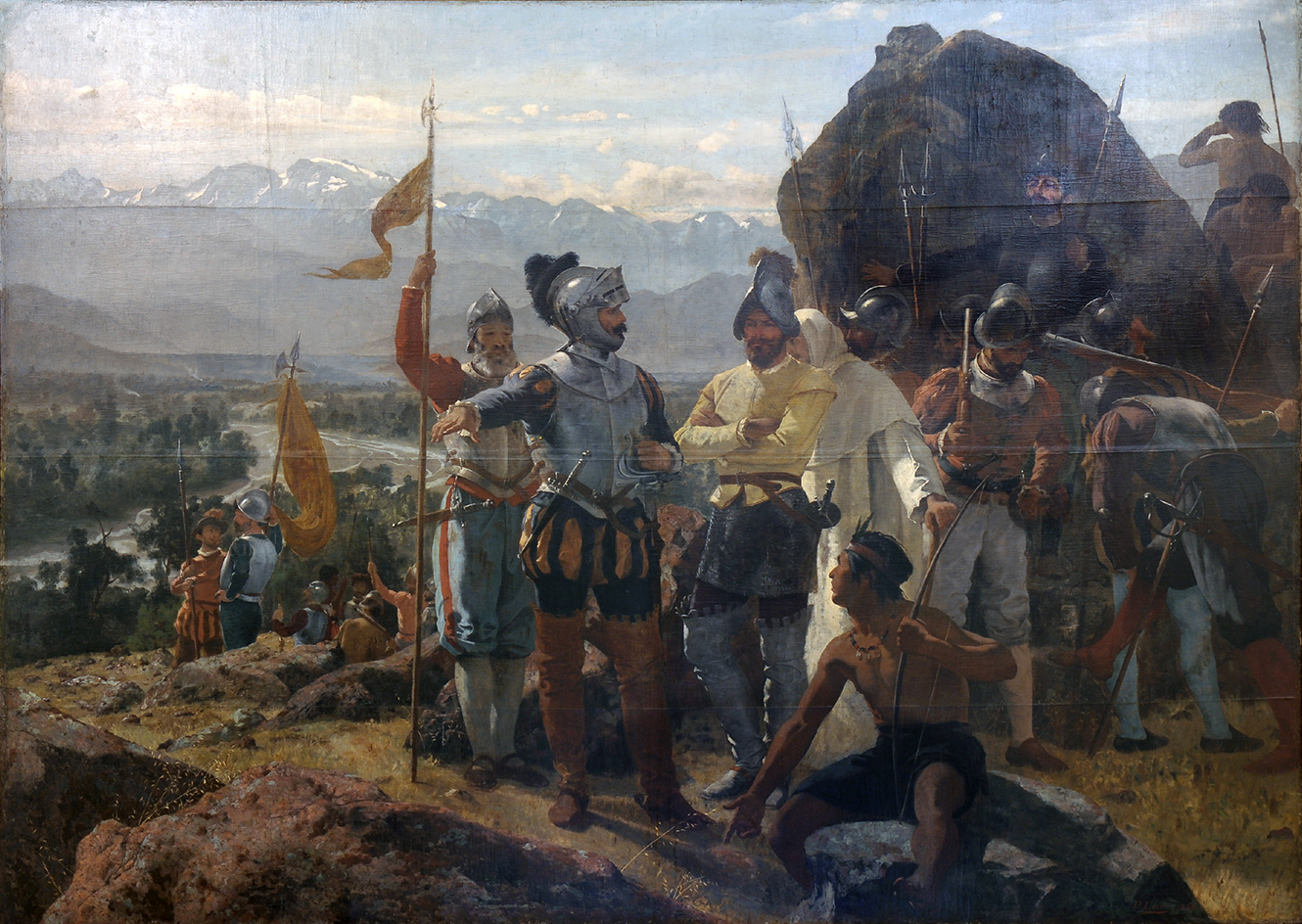
Заснування Сантьяго
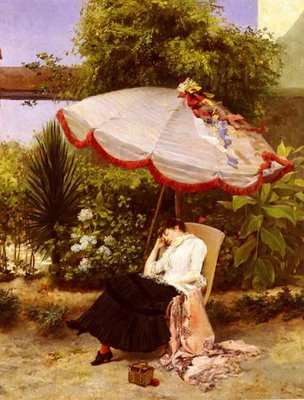
Сієста
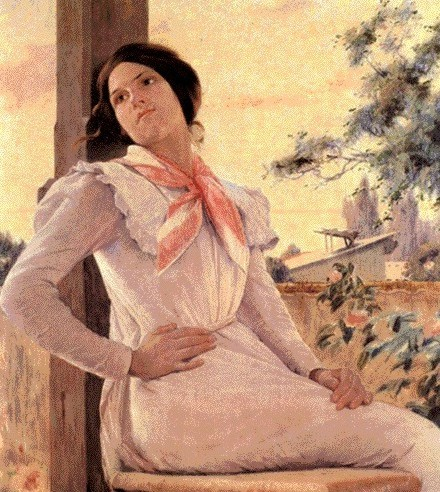
На балконі
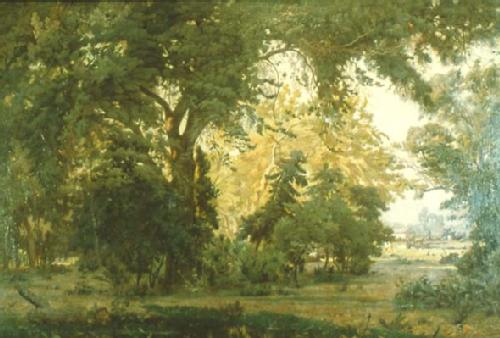
Пейзаж у Кінта-Нормаль
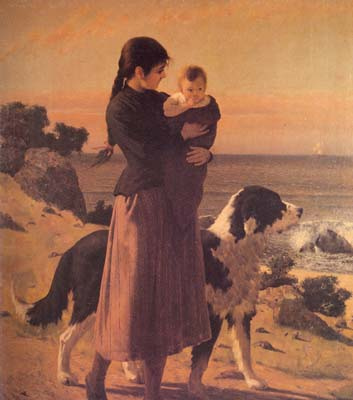
Сцена на пляжі
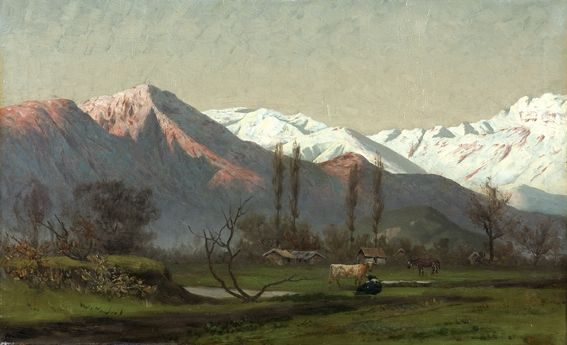
Гірський пейзаж
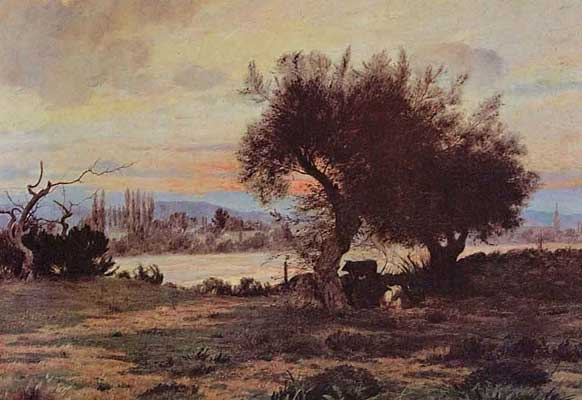
Сутінки
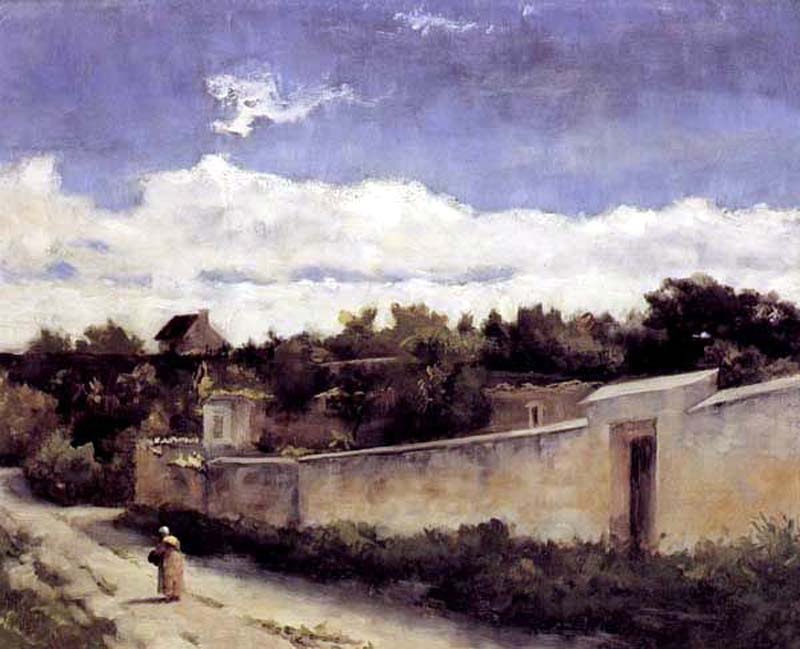
Французьке село
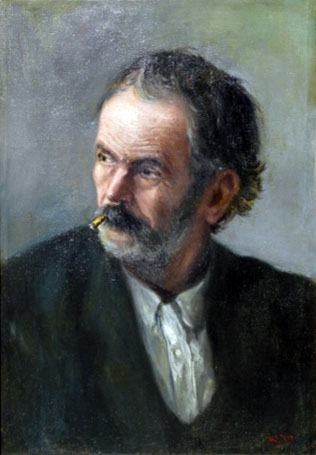
Чоловік, що палить
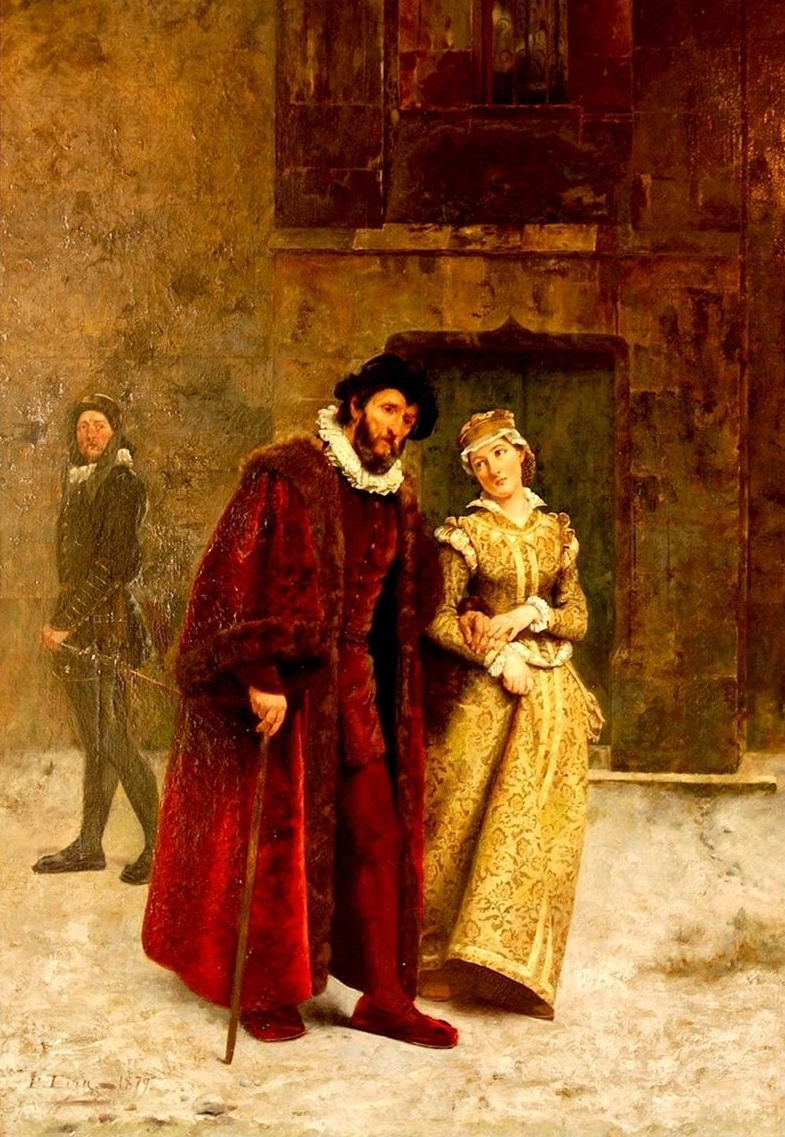
Батько і дочка
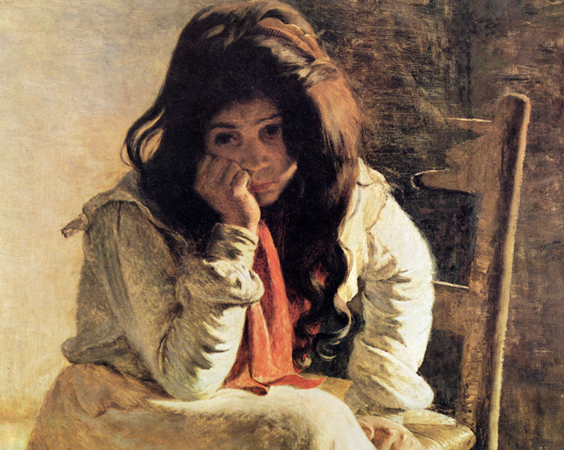
Сільська жінка
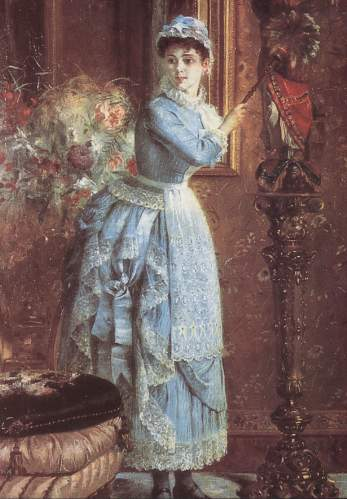
Портрет працюючої жінки